# Rasismus

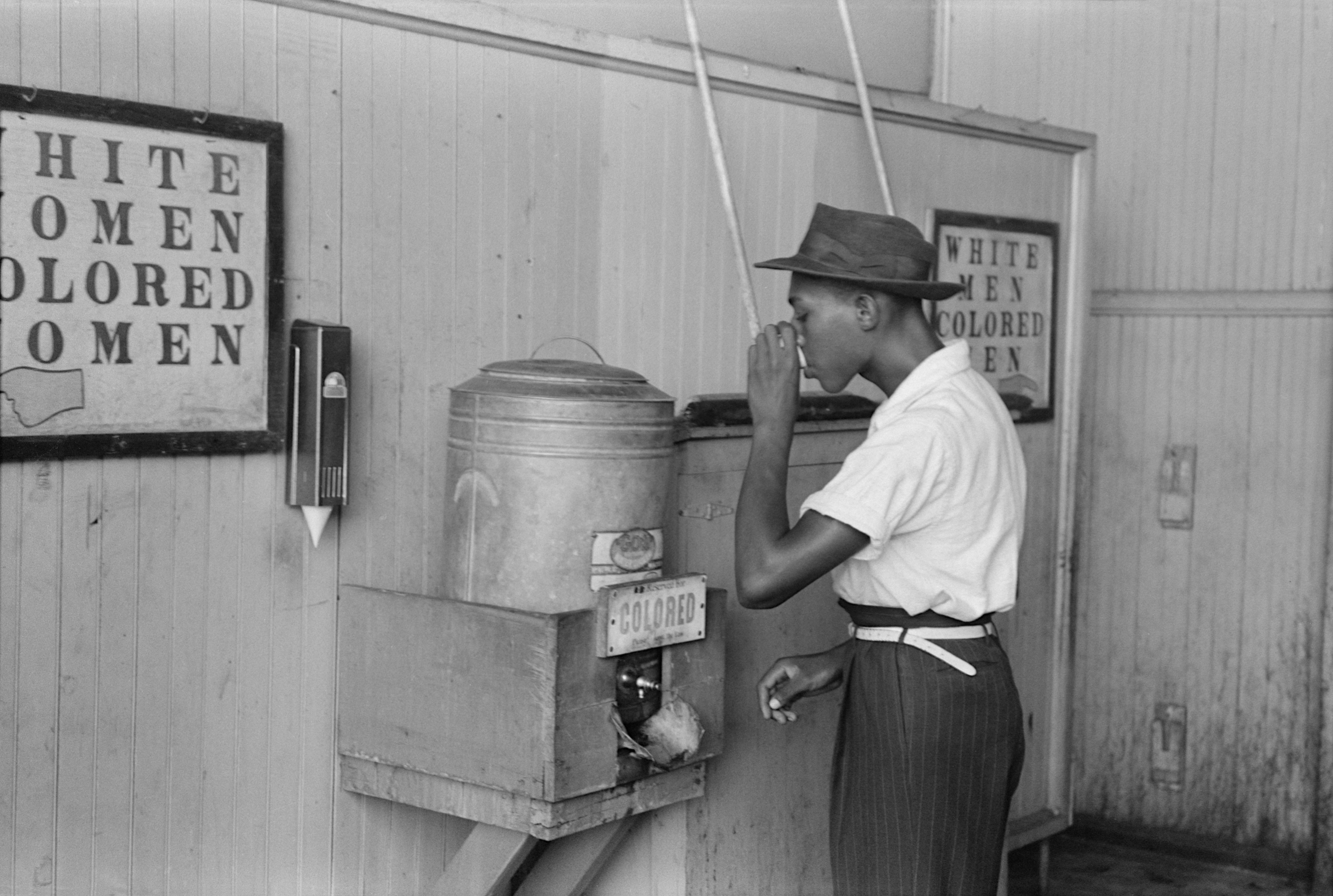
Ukázka rasové segregace. Americký černoch mohl pít pouze z nádržky s označením „pro barevné“. Oklahoma City, 1939.

Rasismus je teorie a ideologie hierarchizující sociální skupiny podle rasového klíče. Rasismus jako politická ideologie se snaží legitimizovat společenské nerovnosti na základě předpokládaných biologických, tzv. rasových rozdílů mezi lidmi. Jeho moderní forma vznikla v době romantismu jako reakce na osvícenské teorie o občanské rovnosti. Tehdejší rasismus souvisel s rozvojem etnického nacionalismu a později s využitím evoluční teorie a s tzv. sociálním darwinismem.
V širším přeneseném významu se pojem rasismus běžně používá pro označení nesnášenlivosti založené na etnicitě nebo národnosti.

## Charakteristika
Rasismus v širokém slova smyslu je názor, že z představy, podle níž je lidstvo rozděleno na biologicky odlišné „rasy“, lze vyvodit politické či sociální důsledky a rozdíly.
Tato teorie tvrdí, že odlišný vývoj různých lidských ras a etnik, podmíněný geografickou diverzitou, determinuje schopnosti a vlastnosti jejich jednotlivých příslušníků. V praxi pak tento názor v řadě případů vedl (či stále ještě vede) k rasové segregaci, veřejnoprávní nebo soukromoprávní diskriminaci, a ve výjimečných případech i k pokusům o vyvraždění nepřátelských skupin.

## Historie
Římský básník Claudius Claudianus napsal, že z důvodu zachování civilizace nesmí dojít k sjednocení Římanů s africkými barbary. Orientalista a diplomat Joseph Arthur Comte de Gobineau (1816–1882) tvrdil, že míchání ras vede k neschopnosti udržet pokrok, neboť existují tzv. rasy vyšší a nižší. Nejvyšší rasou je pro Gobineaua rasa bílá, kterou nazýval árijskou, nejnižší pak černá. Degenerací nejvyšší rasy je způsoben úpadek lidstva. Obdobná stanoviska zastával i britský anatom Robert Knox (1798–1862). Na myšlenky Arthura de Gobineaua navazuje také kniha Základy XIX. století, jejímž autorem je v Německu žijící anglický spisovatel a filozof Houston Stewart Chamberlain (1855–1927).

### Případy rasismu v historii
Rasismus se na světě objevoval již před rokem 1500, kdy bylo i otroctví považováno za obvyklé. Hierarchická struktura společnosti zkrátka existuje od pradávna. V 18. století se začalo mluvit o rovnosti a lidé se začali řadit do nových kategorií, tedy podle rasy. Rasismus vznikl na základě pocitu nadřazenosti jedné rasy nad druhou. Nejvíce se projevoval pravděpodobně v USA již od 18. století. Příkladů je ale více

#### Ku-klux klan
Ku-klux klan je hnutí založeno v 19. století v USA. Prosazuje nadřazenost bílé rasy a řadí se pod teroristické skupiny. Jeho působení je rozděleno do více vln, přičemž první vznikla již po Občanské válce v USA a druhá v roce 1915 – ta působí do dnes. Často se projevuje nenávistně i násilně. Kromě rasové nenávisti se vyznačuje i homofobií či nenávistí k postiženým.

#### Rasová segregace v USA
Rasová segregace je proces, kdy je jedna část obyvatel oddělena od druhé na základě etnicity. Jedna skupina obyvatel, která je považována za nadřazenou je zvýhodněna na úkor druhé, „podřazené“. V USA v historii strádali černoši ku prospěchu bílých obyvatel. Černošští obyvatelé nejprve bojovali s otroctvím a po jeho ukončení se segregací. Rasová segregace začala již začátkem 19. století a byla legální. Černoši byli segregováni ve veřejných prostorách, jako jsou školy, doprava či obchody až skoro do konce 20. století. V boji s rasovou segregací byl klíčový Martin Luther King, který prosadil zrušení segregace v roce 1954.

#### Holokaust
Holokaustem je označováno období Druhé světové války, konkrétněji od roku 1933 do roku 1945, kdy byli vyvražďováni Židé. V tomto období se také projevil antisemitismus, který je typický pro nacistické Německo. Antisemitismus se projevuje otevřenou nenávistí k lidem židovského původu. Lze ho označit za typ rasismu.
Období holokaustu je spojeno s Adolfem Hitlerem, který byl pro druhou světovou válku a tehdejší Německo klíčový. Zasloužil se o smrt asi 6 milionů židovských obyvatel. Židé byli během holokaustu posíláni do koncentračních táborů, kde buď vyhladověli, zemřeli na vyčerpání nebo skončili v plynových komorách, případně byli zastřeleni. S holokaustem se pojí i vyvražďování politických odpůrců či postižených a homosexuálů, kterých zemřelo asi 5 milionů. Obětí holokaustu je tedy přes 10 milionů. 

#### Apartheid
Apartheid je označení pro politiku rasové segregace v Jižní Africe od 50. do 90. let 20. století. Politika byla oficiální a dělila obyvatelé do tří skupin – bílí, černí a domorodí obyvatelé. Politika apartheidu zvýhodňovala bílou rasu na úkor černošské většiny v Jižní Africe. Politika apartheidu skončila s nástupem Nelsona Mandely do funkce prezidenta. 

## Kontroverze
Výrazy rasismus a rasista jsou podle různých autorů především v západoevropských zemích někdy používány nekorektně a zneužívány k onálepkování a očerňování názorových oponentů a potlačení jakékoliv kritiky multikulturalismu.

## Boj s rasismem
Otázka rasismu je ve světě často opomíjená, přitom se s ním řada lidí potýká každým dnem. Rasismus je velkým problémem hlavně v USA, kde často zachází až k policejní brutalitě páchané na občanech černošského původu a dalšímu násilí. Po celém světě vznikají organizace, hnutí a společnosti, které se boji s rasismem věnují. Mimo nejznámější „Black lives matter“ se můžeme setkat třeba s organizací „Stand up for human rights“ a dalšími.
Na kulturním poli se můžeme setkat s různými osvětovými kampaněmi v rámci různých kulturních dnů, v České republice jsou to například

### Dny proti rasismu
Jedná se o celosvětovou akci, která se v České republice rozšířila díky záštitě Českobratrské církve evangelické, a to zejména aktivitám Mikuláše Vymětala, celocírkevního faráře pro menšiny. Inspirovala se podobnou iniciativou v Německu, na jejímž počátku stál evangelický farář Jürgen Micksch.

### Black lives matter
Black lives matter je mezinárodní společenské hnutí, které bylo založeno v USA roku 2013. Hnutí se zabývá bojem s rasismem a násilím s ním spojeným. Věnuje se převážně boji s policejní brutalitou, která byla podnětem pro jeho založení. Případů policejní brutality neubývá a hnutí Black lives matter s ní neúnavně bojuje. S každým dalším případem hnutí roste a členů přibývá. Mimo různé demonstrace a aktivistické činy pořádá i vzdělávací programy či sbírky pro podporu obětí. Vnímáno je pozitivně a vliv má celosvětově.

### Zákonná opatření v ČR
S rasismem se v České republice bojuje i pomocí zákonných opatření. Ilegalita rasismu je vymezena hlavně v Trestním zákoníku, ve třetí hlavě. Také je ale stanovena v mezinárodních smlouvách, které jsou pro ČR jako člena EU ve většině případů závazné.
| „                 | § 356 Podněcování k nenávisti vůči skupině osob nebo k omezování jejich práv a svobod (1) Kdo veřejně podněcuje k nenávisti k některému národu, rase, etnické skupině, náboženství, třídě nebo jiné skupině osob nebo k omezování práv a svobod jejich příslušníků, bude potrestán odnětím svobody až na dvě léta. (2) Stejně bude potrestán, kdo se spolčí nebo srotí k spáchání činu uvedeného v odstavci 1. (3) Odnětím svobody na šest měsíců až tři léta bude pachatel potrestán, a) spáchá-li čin uvedený v odstavci 1 tiskem, filmem, rozhlasem, televizí, veřejně přístupnou počítačovou sítí nebo jiným obdobně účinným způsobem, nebo b) účastní-li se aktivně takovým činem činnosti skupiny, organizace nebo sdružení, které hlásá diskriminaci, násilí nebo rasovou, etnickou, třídní, náboženskou nebo jinou nenávist | “ |
| — Trestní zákoník | |   |